# Daniel Linehan
Daniel Linehan, (Seattle, 1982) is een Amerikaanse danser en choreograaf.

## Biografie
Daniel Linehan werkt als danser en choreograaf in New York, voordat hij zich in 2008 vestigde in Brussel, waar hij de Research Cycle volgde bij P.A.R.T.S. (de school van Anne Teresa De Keersmaeker).
Als danser werkte Daniel Linehan onder andere samen met Miguel Gutierrez en zijn Big Art Group. Sinds 2004 maakt hij eigen choreografieën. Daarin zoekt hij steevast naar manieren om de lijn tussen dans en al het andere te doen vervagen. In 2008 was hij ook artist-in-residence bij Movement Research.
Van 2012 tot 2014 was hij Artiste Associé van deSingel en New Wave Associate in Sadler's Wells (Londen). Van 2013 tot 2016 was hij Artiest-in-Residentie in de Opéra de Lille. Begin 2015 ging Daniel Linehan van start met zijn eigen gezelschap Hiatus, met structurele ondersteuning van de Vlaamse Overheid. Sinds 2017 is Daniel Linehan Creative Associate van deSingel.
Zijn meest recente projecten zijn Montage for Three (2009), Being Together Without Any Voice (2010), Zombie Aporia (2011) en Gaze is a Gap is a Ghost (2012). In 2013 creëerde hij het boek A no can make space, in samenwerking met de grafisch ontwerper Gerard Leysen uit Antwerpen. In 2018 maakte hij de hybride muziek- en dansvoorstelling Third Space met componist Stefan Prins.

## Werken
- 2004 : Digested Noise
- 2006 : The Sun Came
- 2007 : Niet over alles
- 2009 : Montage voor drie in samenwerking met Salka Ardal Rosengren
- 2010 : Samen zijn zonder enige stem
- 2011 : Zombie Aporia
- 2012 : Gaze Is a Gap Is a Ghost
- 2014 : The Karaoke Dialogues
- 2015 : Een kroning van de lente
- 2017 : Flood[3]
- 2018 : Third Space
- 2019 : Body of Work